# Olympic/Viking Helsingborg HK
Der Olympic/Viking Helsingborg HK ist ein Handballverein aus der schwedischen Stadt Helsingborg, der 1994 als Zusammenschluss von HF Olympia und Vikingarnas IF gegründet wurde.
Die erste Herrenmannschaft spielte in der Saison 2009/10 in der Elitserien und stieg als Tabellenletzter in die Division 1 ab. Die Frauenmannschaft spielt in der Division 2.
Der Vikingarnas IF (Vikingarnas idrottsförening) wurde 1941 in Helsingborg gegründet. Der Verein gewann die schwedische Meisterschaft 1961 (als Aufsteiger) und 1967 und 1981. Bekanntester Spieler war Rolf Almqvist. Der HF Olympia (Handbollsföreningen Olympia) wurde 1963 als KFUM Helsingborg gegründet, 1971 wurde der Name Olympia angenommen. Zwei Spielzeiten lang gehörte man zur höchsten Spielklasse.